# Kuny Domokos Megyei Múzeum
1954 óta működik a tatai vár épületében a Kuny Domokos Múzeum. 
Nevét a Lotharingiából származó Cuny Domokos keramikus fiáról kapta.

## Története

### Kezdetek
1765-ben gróf Eszterházy Miklós piarista rendházat alapított, melynek tagjai tanítással, és régiséggyűjtéssel foglalkoztak. A piaristák gyakorlatias oktatásának egyik eredménye volt a gyűjtemény létrehozása. A múzeum alapítása Dornyay Béla nevéhez fűződik, aki szintén Tatán volt piarista diák, majd tanárként is a piaristáknál tanított.

### 20. század első fele
A piaristák gyűjteménye 1912-től kezdett igazi városi múzeummá válni. Az igazgató-házfőnök Pintér Elek volt.
A trianoni döntés következményeként a Komárom Vármegyei és Városi Múzeumi Egylet a határon kívülre került, s ezzel együtt a csonka vármegye területén a tudományos gyűjtésnek és érdeklődésnek semmiféle fóruma nem volt. Ez a hiány eredményezte a tatai városi múzeum szerepkörének kibővülését, regionális gyűjtőkörű múzeummá válását.
Az 1930-as években a tatai születésű Magyary Zoltánnak, mint minisztériumi osztályvezetőnek köszönhető a Tatai Múzeum intézményesítése. 1938-ban gyűjteményi katalógus jelent meg, amely rövid és egzakt leírásokkal 228 tételt tüntetett fel, bevezető tanulmányaiban pedig a gyűjtemény jelentőségére hívta fel a figyelmet. 1944-re a tárgyak száma 600 fölé emelkedett.
A gyűjtemény anyaga viszonylag épen vészelte át a második világháborút. A gyűjtemény államosításakor, majd a rendház szekularizálása során a piarista múzeum, illetve rendház gazdag tárgy együttese vetette meg utódja, a Kuny Domokos Múzeum gyűjteményének alapját.

### 20. század második fele
Az 1949-ben megszületett múzeumi törvény hatására átalakult a múzeumi élet Tatán. Kezdetben a Quadt-villa volt a tatai múzeum székhelye.
1951-1954 között megindult a gyűjtemények számbavétele, leltározása, nagyobb gyűjtemények megszerzése, a szisztematikus gyűjtőmunka.
1954-ben került az anyag a tatai várba, ekkor kapta a múzeum a nevét, a 18. század második felében élő, Tatán nevelkedett budai fajanszgyárosról, Kuny Domokosról. 1954-ben nyílt meg az első állandó kiállítás, amit 1955-ben a fajansz kiállítás és a római kőtár megnyitása követett. Ekkor kerültek a múzeumba a tatai és majki Esterházy-kastélyokból és a piarista rendházból származó festmények is.
A vár teljes épületét csak 1959-től használhatta a múzeum. 1963-ban új állandó kiállítást nyitottak meg, amely a paleolitikumtól a 19. századig mutatta be a város és a környező települések történetét.
1974-ben, illetve 1975-ben nyílt meg a Várban a 12 teremből álló állandó kiállítás. A tárlat a bronzkortól a 19. századig mutatta be az egykori Tatai és Komáromi járás régészeti, történeti, művészeti gyűjteményeit. Különösen értékes a brigetioi, almásfüzitői római anyagot, a vértesszentkereszti középkori kőanyagot és a Tata középkorát, a vár történetét bemutató kiállítási rész.
Az 1970-es évekre kialakult a múzeumi időszaki kiállítások rendszere. A Komárom megyei képzőművészeti tárlatok, a vadászattörténeti, egyetemes néprajzi tematikájú kiállítások sorozata éveken keresztül rendszeressé vált.
Az 1970/1980-as évek során a történeti gyűjtemény gyarapodott Révhelyi Elemér fotó- és a Fellner-életmű kutatásának eredményeit is tartalmazó dokumentum-hagyatékának megvásárlásával. Az iparművészeti gyűjtemény a Kuffler-hagyatékkal gyarapodott 1986-ban. Folyamatosan bővült a képzőművészeti gyűjtemény: Kernstok Károly, Zilahy György, Györffy K. József, Hegedűs László, Dudás Jenő műveivel.
Az 1970-es évek második felétől egy évtizeden keresztül folyamatosan gyarapodott a nemzetközi néprajzi gyűjtemény. A tatai múzeum országos jelentőségű paleobotanikai gyűjteménnyel is rendelkezik.

## Igazgatók
- Dobroszláv Lajos (1951–1953)
- Jenei Ferenc (1953–1957)
- Kiss Ákos (1957)
- Kraloványszky Alán (1957)
- Bíró Endre (1957–1984)
- B. Szatmári Sarolta (1984–1989)
- Fatuska János (1989–1995)
- Fülöp Éva (1995–2004)
- Holló Szilvia Andrea (2004–2007)
- Kissné Cseh Julianna (2007, megbízott igazgató)
- Fülöp Éva Mária (2007–2012)

## Állandó kiállítások
- Római kőtár, kiállítás és az úgynevezett „Római szoba”
- Középkori kőtár
- Tata története a 18-19. században
- A tatai céhek története
- Főúri élet a 18. században
- A tatai fazekasság

## Időszaki kiállítások
A Vár időszaki kiállítótermeiben tatai, Komárom-Esztergom vármegyei kötődésű alkotók egyéni és csoportos képző- és iparművészeti tárlatai mellett történeti, néprajzi, régészeti, hazai és nemzetközi kortárs művészeti tárlatoknak ad otthont (Dobroszláv Lajos, Martyn Ferenc, Schadl János, Vaszary János, Zilahy György).

## Kiállítóhelyek
- Kuny Domokos Múzeum, Vár
- Német Nemzetiségi Múzeum
- Görög-Római Szobormásolatok Kiállítóhelye
- Jászai Mari Emlékkiállítás